# Кокуй 1-й (Кировская область)
Кокуй 1-й — деревня в Сунском районе Кировской области в составе Кокуйского сельского поселения.

## География
Находится на расстоянии примерно 11 километров по прямой на восток от районного центра поселка Суна.

## История
Известна была с 1764 года как починок Кокуйский с 85 жителями, принадлежавший Успенскому Трифонову монастырю. В 1873 году здесь было учтено дворов 26 и жителей 232, в 1905 25 и 316, в 1926 69 и 337, в 1950 50 и 178 соответственно, в 1989 оставалось 4 человека. По состоянию на 2020 год деревня опустела.

## Население
| 2010 |
| ---- |
| 1    |

Постоянное население составляло 2 человека (русские 100 %) в 2002 году, 1 в 2010.